# Гзиришвили, Иван Владимирович
Иван Владимирович Гзиришвили (15.05.1920 — 21.11.1973) — помощник командира взвода разведки 160-го стрелкового полка 224-й стрелковой дивизии 59-й армии Ленинградского фронта, старшина.

## Биография
Родился 15 мая 1920 года в городе Гурджаани. Грузин. Член ВКП/КПСС с 1944 года. Был строителем.
В Красной армии с 1939 года. Участник Великой Отечественной войны с 1941 года.
Командир отделения взвода пешей разведки 160-го стрелкового полка старший сержант Иван Гзиришвили в январе 1944 года у станции Тайцы и посёлка Мыза с группой воинов захватил «языка». За мужество и отвагу, проявленные в боях, старший сержант Гзиришвили Иван Владимирович 31 января 1944 года награждён орденом Славы III степени.
12 февраля 1944 года разведчики во главе с Иваном Гзиришвили в 15 километрах северо-восточнее города Псков обнаружили в тылу противника роту солдат, устроили засаду и, подпустив врага на близкое расстояние, открыли огонь. В этом бою Гзиришвили истребил свыше десяти противников. За мужество и отвагу, проявленные в боях, старший сержант Гзиришвили Иван Владимирович 10 марта 1944 года награждён орденом Славы II степени.
14 июля 1944 года помощник командира взвода разведки в том же составе старшина Иван Гзиришвили при высадке на один из островов в Финском заливе первым поднялся в атаку и увлёк за собой бойцов. Отражая контратаку противника, вместе с другими разведчиками зашёл в тыл атакующим и внезапным огневым налётом заставил их отступить. Были уничтожены пять и взяты в плен два солдата врага.
Указом Президиума Верховного Совета СССР от 24 марта 1945 года за образцовое выполнение заданий командования в боях с немецко-вражескими захватчиками старшина Гзиришвили Иван Владимирович награждён орденом Славы I степени, став полным кавалером ордена Славы.
В 1945 году И. В. Гзиришвили демобилизован из Вооружённых Сил СССР. Вернулся на родину. Работал на стройках в Грузии, Иркутске и Белгородской области.
Скончался 21 ноября 1973 года. Похоронен в Белгороде.
Награждён орденами Славы I, II и III степени, медалями.